# SN 1985Q
SN 1985Q – niepotwierdzona supernowa typu I odkryta 18 października 1985 roku w galaktyce Mrk516. W momencie odkrycia miała maksymalną jasność 15,00m.